# Norbert Thimm
Pour les articles homonymes, voir Thimm.
Norbert Thimm, né le 21 août 1949, à Dortmund, en République fédérale d'Allemagne, est un ancien joueur allemand de basket-ball. Il évolue durant sa carrière au poste de pivot.

## Palmarès
- Coupe d'Allemagne 1970, 1971, 1976